# الأثر البيئي لمبيدات الآفات

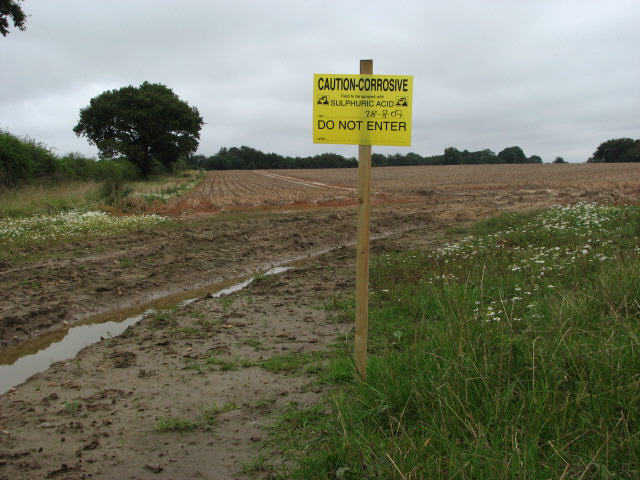
لافتة تحذيرية لدخول حقل بحذر. إذ رُشّ الحقل بحمض الكبريتيك.

يتمثل أثر مبيدات الآفات، بتأثيرات المبيدات على الأنواع غير المستهدفة. المبيدات عبارة عن مستحضرات كيميائية صنعت لقتل الآفات الفطرية أو الحيوانية. يصل أكثر من 98% من المبيدات الحشرية المرشوشة وكذلك أكثر 95% من مبيدات الأعشاب المرشوشة إلى وجهة أخرى غير الأنواع المستهدفة، لأنها تُرش عبر الحقول الزراعية بأكملها أو تنتشر عبرها. يمكن أن يحمل الصرف السطحي مبيدات الآفات إلى البيئات المائية، بينما يمكن للرياح أن تنقلها إلى الحقول الأخرى ومناطق الرعي والمستوطنات البشرية والمناطق غير المطورة، مما قد يؤثر على الأنواع الأخرى. تظهر مشاكل أخرى من سوء ممارسات الإنتاج والنقل والتخزين. يزيد التطبيق المتكرر من مقاومة الآفات بمرور الوقت، في حين أن تأثيره على الأنواع الأخرى يمكن أن يسهل عودة ظهور الآفات.
يتحدد كل مبيد أو كل فئة من مبيدات الآفات بمجموعة محددة من الاعتبارات البيئية. أدت هذه الآثار غير المرغوب فيها إلى حظر العديد من مبيدات الآفات، بينما حدت اللوائح من استخدام مبيدات أخرى و/أو قللت منها. ازداد الانتشار العالمي لاستخدام مبيدات الآفات، بما في ذلك استخدام مبيدات الآفات القديمة/المتقادمة التي حُظرت بشكل عام في بعض الولايات القضائية.

## الزراعة والبيئة
لوصول البشر إلى منطقة ما، للعيش أو الزراعة، آثار بيئية بالضرورة. يتراوح تأثير ذلك من الاستبعاد البسيط للنباتات البرية لصالح أصناف مرغوبة أكثر، إلى تأثيرات أوسع نطاقًا مثل تقليل التنوع البيولوجي عن طريق تقليل توافر الغذاء للأنواع الأصلية، والتي يمكن أن تنتشر عبر سلاسل الغذاء. يضاعف استخدام الكيماويات الزراعية مثل الأسمدة ومبيدات الآفات من هذه التأثيرات. على الرغم من أن التقدم المحرز في الكيمياء الزراعية قد قلل من هذه التأثيرات،[بحاجة لمصدر] كاستبدال المواد الكيميائية طويلة الأمد بتلك التي تتحلل بشكل موثوق، إلا أن آثارها تبقى مستدامة حتى في أفضل الحالات. تتعاظم هذه التأثيرات من خلال استخدام الكيميائيات القديمة وممارسات الإدارة السيئة.

## الهواء
يمكن أن تسهم المبيدات الحشرية في تلوث الهواء. يحدث انجراف المبيدات الحشرية عندما تنقل الرياح المبيدات الحشرية المعلقة في الهواء كجسيمات إلى مناطق أخرى، مما قد يؤدي إلى تلويثها. يمكن أن تتطاير مبيدات الآفات التي تُطبّق على المحاصيل، وقد تندفع بفعل الرياح في المناطق المجاورة، مما قد يشكل تهديدًا على الحياة البرية. تُغير الظروف الجوية وقت التطبيق بالإضافة إلى درجة الحرارة والرطوبة النسبية من انتشار المبيد في الهواء. يزداد اندفاع المادة المرشوشة والتعرض لها مع زيادة سرعة الرياح. تؤدي الرطوبة النسبية المنخفضة ودرجة الحرارة المرتفعة إلى تبخر المزيد من الرذاذ، وبالتالي، تعتمد كمية المبيدات التي يمكن استنشاقها في البيئة الخارجية غالبًا على الموسم. قد تنتقل قطيرات مبيدات الآفات المرشوشة أو الجزيئات من مبيدات الآفات المطبقة، على شكل غبار عبر الرياح إلى مناطق أخرى، أو قد تلتصق مبيدات الآفات بالجسيمات التي تهب في الهواء، مثل جزيئات الغبار. ينتج عن الرش الأرضي انجراف أقل لمبيدات الآفات مقارنة بالرش الجوي.
يمكن للمزارعين استخدام منطقة عازلة حول محاصيلهم، تتكون من أرض فارغة أو نباتات غير محصولية مثل الأشجار دائمة الخضرة لتكون بمثابة مصدات رياح ولتمتص المبيدات الحشرية، مما يمنع الانجراف إلى مناطق أخرى مصدات الرياح هذه مطلوبة قانونًا في هولندا.
يمكن أن تطلق المبيدات الحشرية المرشوشة في الحقول والمستخدمة لتعقيم التربة مواد كيميائية تسمى المركبات العضوية المتطايرة، والتي يمكن أن تتفاعل مع المواد الكيميائية الأخرى وتشكل ملوثًا يسمى الأوزون التروبوسفيري. يمثل استخدام مبيدات الآفات حوالي 6% من إجمالي مستويات الأوزون في التروبوسفير.

## الماء
وجد أن مبيدات الآفات في الولايات المتحدة، تتسبب في تلوث كل التيارات وأكثر من 90% من الآبار التي أُخذت منها عينات دراسة أجرتها هيئة المسح الجيولوجي الأمريكية. عُثر على مخلفات مبيدات الآفات في مياه الأمطار والمياه الجوفية. أظهرت الدراسات التي أجرتها حكومة المملكة المتحدة أن تركيزات مبيدات الآفات تجاوزت تلك المسموح بها لمياه الشرب في بعض عينات مياه الأنهار والمياه الجوفية.
تُدرس آثار مبيدات الآفات على الأنظمة المائية باستخدام نموذج النقل الهيدرولوجي، لدراسة حركة المواد الكيميائية في الأنهار والجداول ومصيرها. أُجري التحليل الكمي للجريان السطحي لمبيدات الآفات في أوائل سبعينيات القرن العشرين، من أجل التنبؤ بكميات المبيدات التي قد تصل إلى المياه السطحية.
تصل المبيدات إلى المياه عبر أربعة مسارات رئيسية: قد تنجرف خارج المنطقة المقصودة عند رشها، أو قد ترشح أو تتسرب عبر التربة، أو قد تُحمل إلى الماء عبر الجريان السطحي، أو قد تُسكب عن طريق الخطأ أو بسبب الإهمال مثلًا. يمكن أن تُحمل إلى الماء أيضًا من خلال تآكل التربة.  تشمل العوامل التي تؤثر على قدرة مبيد الآفات على تلويث المياه: قابليته للذوبان في الماء، والمسافة بين موقع التطبيق والمسطح المائي، والطقس، ونوع التربة، ووجود محصول نامي، والطريقة المستخدمة لتطبيق المادة الكيميائية.

### أنظمة الولايات المتحدة
وضعت وكالة حماية البيئة الحدود القصوى للتراكيز المسموح بها لمبيدات الآفات الفردية في مياه الشرب، لأنظمة المياه العامة. (لا توجد معايير فيدرالية للآبار الخاصة). طورت الوكالات البيئية الحكومية تحت إشراف وكالة حماية البيئة، معايير جودة المياه المحيطة بما يخص تراكيز مبيدات الآفات في المسطحات المائية. قد تُقَر هذه المعايير لما يخض المسطحات المائية الفردية، أو قد تُطبق على مستوى الولاية.

### أنظمة المملكة المتحدة
تضع المملكة المتحدة معايير الجودة البيئية (إي كيو إس)، أو التراكيز القصوى المسموح بها لبعض مبيدات الآفات في المسطحات المائية والتي قد تحدث سمية إذا تجاوزتها.

### أنظمة الاتحاد الأوروبي
ينظم الاتحاد الأوروبي أيضًا التراكيز القصوى لمبيدات الآفات في الماء.

## التربة
يمكن أن يؤدي الاستخدام المكثف لمبيدات الآفات في الإنتاج الزراعي إلى تدهور مجتمع الكائنات الحية الدقيقة التي تعيش في التربة والإضرار به، لا سيما عند الإفراط في استخدام هذه المواد الكيميائية أو إساءة استخدامها، بحيث تتراكم المركبات الكيميائية في التربة. التأثير الكامل لمبيدات الآفات على الكائنات الحية الدقيقة في التربة غير مفهوم تمامًا، إذ وجدت العديد من الدراسات آثارًا ضارة لمبيدات الآفات على الكائنات الحية الدقيقة في التربة والعمليات الكيميائية الحيوية، بينما وجد البعض الآخر أن الكائنات الحية الدقيقة قد تحلل بقايا بعض مبيدات الآفات وتستوعبها.
تتأثر العوامل المؤثرة لمبيدات الآفات على العضويات الدقيقة في التربة بثبات المبيد المطبق وتركيزه وسميته، بالإضافة إلى العوامل البيئية المختلفة. يصعّب هذا التفاعل المعقد للعوامل من استخلاص استنتاجات نهائية حول تفاعل مبيدات الآفات مع النظام البيئي للتربة. يمكن أن يؤدي استخدام مبيدات الآفات على المدى الطويل بشكل عام، إلى إعاقة العمليات الكيميائية الحيوية لتدوير المغذيات.
تعدّ العديد من المواد الكيميائية المستخدمة في مبيدات الآفات ملوثات ثابتة للتربة، والتي قد يستمر تأثيرها لعقود وتؤثر سلبًا على حفظ التربة.
يقلل استخدام المبيدات من التنوع البيولوجي العام في التربة. يزيد الحد من استخدام المواد الكيميائية من جودة التربة، مع وجود تأثير إضافي متمثل باحتباس الماء بدرجة أكبر في التربة بسبب ازدياد المواد العضوية. يساعد ذلك في زيادة غلة المزارع في سنوات الجفاف، عندما يكون للمزارع العضوية عوائد أعلى بنسبة 20-40% من نظيراتها التقليدية. كلما كانت المادة العضوية قليلة، كانت كمية المبيدات التي ستتعدى منطقة التطبيق أكبر، لأن المادة العضوية ترتبط بالمبيدات وتساعد في تعطيلها.
يعدّ كل من التحلل والاشتراب من العوامل التي تؤثر على بقاء المبيدات في التربة. تتحكم هذه العمليات بشكل مباشر في عملية النقل من التربة إلى الماء، وبالتالي إلى الهواء وغذاءنا، اعتمادًا على الطبيعة الكيميائية للمبيد. ينطوي تفكك المواد العضوية والتحلل، على تفاعلات بين الكائنات الحية الدقيقة في التربة. يؤثر الاشتراب على التراكم الحيوي لمبيدات الآفات التي تعتمد على المواد العضوية في التربة. ثبت أن التربة تمتص الأحماض العضوية الضعيفة بشكل ضعيف، بسبب الأس الهيدروجيني والتركيب الحمضي في الغالب. ثبت أنه من الصعب الوصول إلى المواد الكيميائية المشتربَة بالنسبة للكائنات الحية الدقيقة. آليات الشيخوخة غير مفهومة جيدًا ولكن تصبح بقايا مبيدات الآفات أكثر مقاومة للتفكك والاستخراج مع زيادة وقت البقاء في التربة، إذ أنها تفقد النشاط البيولوجي.